# Satoshi Furukawa
Satoshi Furukawa (jap. 古川聡 Furukawa Satoshi; ur. 4 kwietnia 1964 r. w Jokohamie, prefektura Kanagawa) – japoński astronauta, lekarz.

## Kariera medyczna
- 1983 – ukończył Eiko High School(inne języki) w Kamakurze.
- 1989 – uzyskał doktorat z medycyny na Uniwersytecie Tokijskim.
- 1989-1999 – pracował na Uniwersytecie Tokijskim.

## Kariera astronauty
- 1999 – został zakwalifikowany do czwartej grupy astronautów JAXA.
- 2001 – zakończył przeszkolenie podstawowe i rozpoczął przygotowania do misji na Międzynarodowej Stacji Kosmicznej (ISS) oraz obsługi modułu Kibo.
- 2004 – ukończył trening podstawowy inżyniera pokładowego statku Sojuz.
- 2009 – został wyznaczony do lotu Sojuza TMA-02M i stałej załogi ISS.

Stowarzyszenie Uczestników Lotów Kosmicznych (Association of Space Explorers) przyznało mu Universal Astronaut Insignia za lot orbitalny (nr 520).

## Wykaz lotów
| Loty kosmiczne, w których uczestniczył Satoshi Furukawa                | Loty kosmiczne, w których uczestniczył Satoshi Furukawa | Loty kosmiczne, w których uczestniczył Satoshi Furukawa | Loty kosmiczne, w których uczestniczył Satoshi Furukawa | Loty kosmiczne, w których uczestniczył Satoshi Furukawa | Loty kosmiczne, w których uczestniczył Satoshi Furukawa | Loty kosmiczne, w których uczestniczył Satoshi Furukawa |
| №                                                                      | Data startu                                             | Statek kosmiczny                                        | Data lądowania                                          | Statek kosmiczny                                        | Funkcja                                                 | Czas trwania                                            |
| ---------------------------------------------------------------------- | ------------------------------------------------------- | ------------------------------------------------------- | ------------------------------------------------------- | ------------------------------------------------------- | ------------------------------------------------------- | ------------------------------------------------------- |
| 1                                                                      | 7 czerwca 2011                                          | Sojuz TMA-02M                                           | 22 listopada 2011                                       | Sojuz TMA-02M                                           | Inżynier pokładowy                                      | 167 dni 6 godzin 13 minut                               |
| Łączny czas spędzony w kosmosie – 167 dni 6 godzin 12 minut i 5 sekund |                                                         |                                                         |                                                         |                                                         |                                                         |                                                         |